# Otto Hagel
Otto Hagel (* 12. März 1909 in Fellbach als Otto Hägele; † 18. Januar 1973 in Santa Rosa, Kalifornien) war ein deutschstämmiger amerikanischer Fotograf und Filmemacher.
Er und seine Frau Hansel Mieth gehörten zur Schule der sozial engagierten Dokumentar-Fotojournalisten, zu denen auch Dorothea Lange, Imogen Cunningham, Peter Stackpole und Robert Capa gehörten. In den frühen 1930er Jahren war Hagel Mitglied der San Francisco Film and Photo League.

## Leben
Hagels Fotos von Hafenarbeitern bilden die Grundlage für zwei Bücher, die von der International Longshore and Warehouse Union veröffentlicht wurden: Men and Ships: A Pictorial of the Maritime Industry (1937) und Men and Machines: A Story About Longshoring on the West Coast Waterfront (1963).
Im Jahr fotografierten 1943 Hagel und Mieth im Innern des Heart Mountain War Relocation Center, welches zur Internierung japanischstämmiger Amerikaner diente, für das Life-Magazin, aber die Fotos wurden von Life nicht veröffentlicht. In den 1950er Jahren wurde das Paar auf die schwarze Liste gesetzt, weil es sich weigerte, vor dem Komitee für unamerikanische Umtriebe auszusagen.
Hagel und Meith kauften im Jahr 1941 eine bewirtschaftete Ranch in Santa Rosa und züchteten einige Jahre lang Hühner. Ein Buch mit Fotos aus dieser Zeit wurde veröffentlicht, ebenso wie ein Bildband im Life-Magazin mit dem Titel The Simple Life. Während des Zweiten Weltkriegs wurde Hagel, der immer noch die deutsche Staatsangehörigkeit besaß, in seiner Heimat inhaftiert.
1955 wählte Edward Steichen Hagels Blitzlichtfoto des Sozialwissenschaftlers Paul Schuster Taylor (Ehemann von Dorothea Lange), der ein Seminar über Arbeitsökonomie leitete, für die weltweit tourende Ausstellung The Family of Man im Museum of Modern Art aus, die von 9 Millionen Besuchern gesehen wurde.